# بعض الأفكار عن التعليم
بعض الأفكار عن التعليم أطروحة كتبها الفيلسوف الإنجليزي جون لوك عام 1693 يناقش فيها «تعليم الفئة النبيلة». وقد ظلت هذه الأطروحة أهم الأعمال الفلسفية عن التعليم في إنجلترا لأكثر من قرن، وتُرجمت خلال القرن الثامن عشر إلى جميع اللغات الأوروبية المكتوبة الرئيسية تقريبًا، كما اعترف بتأثيرها البالغ الكتاب الأوروبيون الذين تناولوا موضوع التعليم بعد لوك، بمن فيهم جان جاك روسو.
وفي مقالته التي تسمى «مقال عن الفهم الإنساني» الذي كُتب في عام 1690، ابتكر لوك نظرية عقلية جديدة، تؤمن النظرية بأن العقل عند مولد الإنسان وقبل تعلمه مثل الصفحة البيضاء، فهو لا يولد بأي أفكار فطرية أو غريزية. وفي «بعض الأفكار عن التعليم» يوضح لوك ثلاث طرق لتعليم هذا العقل وهم: تنمية جسد صحي والمحافظة عليه، تربية شخصية تتميز بالأخلاق الحميدة، واختيار مناهج دراسي مناسبة.
في البداية، كتب لوك هذا المقال على هيئة رسائل يبعثها لصديق له من الطبقة الأرسطوقراطية، ولكن نصائحه حازت على الرضى والإعجاب بسبب قيمه التعليمية التي سمحت للسيدات والطبقات الفقيرة بالارتفاع ليتساوو بالارسطوقراطيين الذي، في الأصل، كتب لوك هذا الكتاب من اجلهم.

## النص التاريخي
بدلاً من أن يكتب عمل فلسفي خالصاً من انتاجه، لجأ متعمداً إلى الدعاية إلى بعض أفكار القرن 17 التعليمية الإصلاحية، وفي نفس الوقت تقديم أفكاره. والجدير بالذكر أن الكثير من الكتاب الإنجليز امثال جون إيفلين، جون أوبري، جون ايشارد وجون ميلتون كانت لهم أفكار إصلاحية مماثلة تخص المناهج وطرق التعليم، ولكنهم لم ينجحوا في الوصول إلى عدد كبير من الجمهور. وبالرغم من اعلان جون لوك من خلال مقاله انه عمل ثوري؛ إلا ان ناثان تاركوف الذي كتب عمل كامل عن مقال«بعض الأفكار عن التعليم»، أشار إلى أن لوك عارض بوضوح توصياته بالتعليم المعتاد والعام.
بعد أن ازدهرت إنجلترا تجارياً وأصبحت أكثر علمانية، وأصبحت القيم التعليميةالإنسانية التي كانت تنتشر في عصر النهضة وكانت تقدس طرق التعليم التقليدية غير مهمة ومٌهمله. وتبع فرانسيس بيكون الذي تحدي السلطة الثقافية الكلاسيكية، مصلحين أمثال لوك الذين عارضوا قانون أوكسفورد وكامبريدج الذي ينص على «انه يجب على المتخرجين والطلاب المنتسبين في مناقشتهم ومناظرتهم أن يضعوا جانباً الكتاب المختلفون وفقط يتبعوا أرسطو والذين يدافعون عنه ويأخذوا كل الأسئلة منه ويستبعدوا كل الأسئلة التافه التي لا تتوافق مع الفلسفة الخالصة». وبدلاً من أمر الأطفال بالقضاء معظم أوقاتهم في دراسة النصوص اليونانية واللاتينية، وبسبب تزايد أعداد العائلات الذي بدأت تطالب بالتعليم العملي لأولادهم، من خلال تعليمهم العلوم المستجده في ذلك الوقت والرياضيات واللغات الحديثة، العديد من الأولياء الأمور تمنوا أن يحضروا أبنائهم لمواجهة الاقتصاد المتغير، وأيضاُ للعالم الجديد الذي يتغير من حولهم.

## النص
واحدة من هذه العائلات كانت عائلة كلاركس، تعيش في مقاطعة سومرست في عام 1684، سأل ادوارد كلاركس صديقه جون لوك نصيحة لتربية ابنه ووريثه بطريقة صحيحة. وكان رد لوك مجموعة من الرسائل التي كانت أساس «بعض الأفكار عن التعليم». وفي 1693، قرر نشر مقالته بتشجيع من صديقه كلاركس ومن صديق آخر له يٌسمى ويليام مولينوكس. وخوفاً من عرض أعماله على العامة، قرر أن ينشر مقالته بدون اسم.
وبالرغم من أن لوك راجع وأضاف على نصه خمسة مرات قبل وفاته. ولكنه لم يقم بأي تغييرات في طريقة الكتابة الغير متكلفة والبسيطة. والمقدمة تلفت نظر القراء إلى مصادر النص المتواضعة، لأنها سلسلة من الخطابات. بالنسبة لناثان تراكوف، الذي كتب عمل كامل على «بعض الأفكار عن التعليم»، قال انه لو كان غير ذلك لكان عملا يستدعي التطفل وكان أيضاً سيتم الترحيب به. وأكد ناثان أن لوك تعمد أن يٌعامل قرائه كأصدقاء له، ولذلك هم استجابوا له بطريقة لطيفة ومرحبة.

## نظرية البيداغوجيا
لعبت اثنين من افكار لوك، التي وضعها في «مقال عن الفهم الإنساني» و«بعض الأفكار عن التعليم»، دوراً في تعريف النظرية التعليمية في القرن الثامن عشر. الفكرة الأولى أن التعليم هو الذي يصنع الإنسان ويبنيه؛ كما قال لوك في بداية مقالته، «أعتقد أنه يمكنني قول أن تسعة أجزاء من عشرة من طبيعة جميع من نلتقي بهم شكلّها التعليم، سواء كانوا خيرين أو أشرار، نافعين أو غير نافعين». وبقوله هذا، عارض لوك فكر أوغسطينوس عن الإنسان والذي بنى فكرته على معتقد الخطيئة الأصلية، وأيضاً يعارض الفكر الديكارتي، والذي يؤمن بأن الأنسان يعرف غريزياً المسائل الأساسية والمنطقية. وفي مقالاته وضع لوك فكرته التي تفترض أن العقل البشري عند مولده يكون مثل الصفحة البيضاء والذي يتم ملأه بالخبرات.وقد وافق لوك، بوصفه للعقل البشري بتلك الطريقة، أرسطو في عمله الثئيتتس والذي وصف فيه العقل البشري«بالوح الشمعي». وبالرغم من أن لوك جادل بشدة لفكرة العقل «كصفحة بيضاء»، ولكنه بالرغم من ذلك يؤمن بالمواهب والاهتمامات التي تولد مع الفرد. فهو قد نصح اولياء الامور لكي يراقبوا اولادهم بدقة حتى يكتشفوا مواهبهم ويغذوا ويدعموا اهتمامات اطفالهم بدل من أن يجبروهم على الاشتراك في النشاطات الذي لا يحبونها. «ولذلك المسؤول عنهم يجب أن يدرس طبيعاتهم وميولهم بدقة ويرى بالتجربة ما هي مواهبهم وميولهم الغريزية وكيف يمكن تطويرها ومالذي تتناسب معه».
قد ناقش أيضاً لوك النظرية النفسية. وكتب:"أن الانطباعات البسيطة الغير مُدرَكة تقريباً عن طفولتنا الرقيقة لها نتائج مهمة وباقية". وهذا ما يسمى "بترابط الأفكار"، الذي يحدث عند الصغر يكون أكثر أهمية من حدوثه عند الناضجين، لأن هذه الأفكار هي الأساس التي يُبني عليها النتائج والأفكار الأخرى- هي أول ما يُطبع في الصفحة البيضاء.في مقاله، الذي ذُكرت فيه هذه المفاهيم، حذّر لوك، على سبيل المثال، من السماح ل" خادمة حمقاء" بإقناع طفل بأن العفاريت مرتبطة بالليل لأن " الليل"، بعد ذلك، سيجلب معه كل تلك الأفكار المخيفة، وستندمج هذه الأفكار لدرجة أنه سيعجز عن تحمّلها".
تأكيد لوك على دور التجربة في تكوين العقل، واهتمامه بالترابطات الخاطئة للأفكار، أدى إلى وصف العديد من الناس لنظريته العقلية بالخامده التي لا فائده لها بدلاً من وصفها بالفاعلية.ولكن نيكولاس جولي، في مقدمته لنظرية لوك الفلسفية، وضح أن هذه «واحدة من الأفكار لوك المفهومة بطريقة خاطئة». وهو وتاركوف أكدوا على أن كتابات لوك كلها مليئة بالتوجيهات الفعالة التي تشجع على التعليم والتأثير في آراء الآخرين. وفي الحقيقة، هذا كان جوهر تحدي لوك للغريزة والفطرة.

### العقل والجسد
نصح لوك اولياء الامور بأن يهتموا ويدعموا «عادات» الأطفال الفيزيائية قبل أن يلتحقوا بالمدارس وينشغلوا بدراستهم. وكما عقب بعض العلماء، انه ليس شئ غريب أن دكتور محنك مثل لوك يبدأ مقالته«بعض الأفكار» بمناقشة احتياجات الأطفال الفيزيائية، والجدير بالذكر أن هذه الفكرة الجديدة التي تبدو بسيطة وعامه، أثبتت تحملها من بين كل أفكار لوك. ولإقناع الأهل بضرورة الاهتمام بصحة أبنائهم، اقتبس لوك بعض المقولات من سخريات جيوفينال-«العقل السليم في الجسم السليم». وقد أكد لوك بصرامة أن الأهل يجب أن يعرضوا أولادهم في الصغر إلى الظروف القاسية والخشنة ليعتادوا عليها، كمثال على هذا، تعرض الأطفال للبرد. «الأهل يجب أن لا يبالغوا في تغطية وتدفئة أطفالهم في الشتاء أو في الصيف» ووضح لوك بأن هذا لسبب«الجسم يتحمل أي شئ تعرض له واعتاد عليه في صغره». أيضاً، ذلك لحماية الأطفال من أمراض البرد والزكام. كان من ضمن اقتراحات لوك أن«تُغسل اقدام الأطفال كل يوم بالمياه الباردة، وأن يلبس شراب خفيف يسمح بتسرب الماء إلى القدم». وقد افترض لوك أن اعتياد الأطفال على القدم المبلولة، وهذا سيحميه من نزلات البرد إذا ما تعرضت قدمه للماء فجأه وابتلت. واتصفت هذه النصيحة بالشهرة؛ لقد ظهرت في كتب الأطفال التي ألفها جون ويبري في منتصف القرن الثامن عشر، كمثال، أول كتب الأطفال الأكثر مبيعاً في إنجلترا. أيضاً قام لوك بإسداء الكثير من النصائح في مختلف المواضيع بداية من ملايات السرائر إلى الحميات الغذائية.

### الفضيلة والفكر
وقد كتب لوك «بعض الأفكار»، ليشرح كيف يتم ترسيخ المبادئ وفضيلة في الأطفال. وقد وصف لوك الفضيلة بانها خليط من نكران الذات والتفكير العقلاني-«أن الرجل يستطيع أن يتجاهل رغباته ويتجاوزها، ويترك المنطقية تقوده بدلاً من رغباته». البالغين أصحاب الفضيلة في المستقبل، يجب أن لا يمارس فقط نكران الذات بل يجب أن يرى أيضاً سُبل التفكير المنطقي. واقتنع لوك أن الأطفال يمكنهم أن يفكروا بمنطقية وعقلانية برغم صغرهم، وأنه يجب على الأهل أن يعاملوهم على انهم أفراد يستطيعون التفكر. ولقد ناقش أيضاً أن الأهالي يجب أن يخلقوا «عادة» التفكير المنطقي عند أطفالهم. وقد أكد لوك أن العادة تأتي قبل اتباع القوانين؛ فالأطفال يجب أن يمارسوا عادة التفكُر بدلاً من حفظ قائمة معقدة من المُحرمات. هذا التركيز على الفكر المنطقي والعادة يتوافق مع اهتمامين من اهتمامات لوك في «مقالة بعض الأفكار عن الفهم الإنساني».وطوال المقال، يتحسر لوك ويستنكر لعدم منطقية العامة وعدم قدرتهم على تغيير المعتقدات القديمة، بسبب تحكم العادات والتقاليد بهم. ومحاولته لحل هذه المشكلة ليست فقط لمعاملة الأطفال كأفراد تستطيع التفكير ولكن أيضاً بخلق نظام تربوي صارم يقوم على الاحترام وعدم الاحترام بدلاً من نظام الثواب والعقاب. من وجهة نظر لوك، المكافأت مثل اعطاء الحلوى والعقاب كالضرب يحول الأطفال إلى كائنات حساسة بدلاً من أن يكونوا كائنات عاقلة ومنطقية؛ مثل هذه المشاعر تثير الرغبات بدلاً من إثارة العقل وتحكيمه. وقد أكد لوك أن«مثل هذا النظام التربوي الذي يناسب العبيد يولد أفراداً ذات امزجة وطباع العبيد».

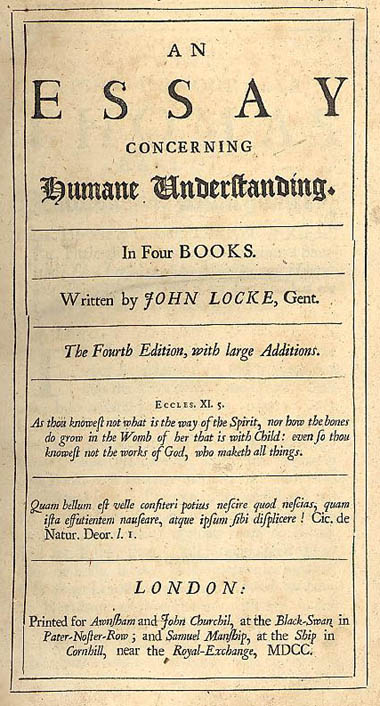
صفحة العنوان في النسخة الرابعة من "مقال عن الفهم الإنساني" للوك

الذي يُراد به الفهم من لوك، هو ما عناه عندما نصح الأهل أن يعاملوا أطفالهم كافراد تفهم المنطق وقادرة على استخدام عقلها. في البداية، قد أكد لوك أن الأطفال «يحبون أن يعاملوا كأفراد عقلة منطقية»، لذا يجب على العائلة أن تعاملهم هكذا. وقد ناقش تاركوف أن هذه الفكرة تقترح أنه يُمكن اعتبار الأطفال كائنات منطقية فقط في أنهم يستجيبون للرغبة حتى يُعاملوا ككائنات عاقلة وأنهم «يُدفَعُون فقط بالمكافأة والعقاب» لتحقيق ذلك الهدف.
في النهاية، لوك هدفه أن ينقل الأطفال من مرحلة عدم النضج لمرحلة النضج والتفكير المنطقي بأقسى سرعة ممكنة. مثلما قال في كتابه «بعض الأفكار»، «أن العبور إلى الدنيا ومعاركتها هو من خلال العلم، حيث يجب إدخال كل نبيل صغير في عملية التعليم ليمتص العلم حسب قدرة تحمله، وكلما كان التعليم مبكراً كلما كان أفضل». وفي المقال الثاني على الحكومة، أكد لوك على واجب الأهل في تعليم الأبناء وتطبيق المُثُل العُليا لهم، فبالرغم من امتلاك الأطفال القدرة على التفكير بالمنطق، إلا أنهم لا يستطيعون تطبيقها دائما وهذا ما يجعلهُم كائنات غير عقلانية؛ لذا فإنه من واجب الأهل تعليم أبنائهم ليصبحوا ناضجين قادرون على التفكير العقلاني، حتى لا يكونوا دائما مُقيدين بروابط الأهل.

### المنهج الأكاديمي
لم يُتح لوك الكثير من المساحة في مقالته«بعض الأفكار عن التعليم» لتحديد منهج بعينه؛ فهو مهتم أكثر بإقناع قرائه أن التعليم هو ترسيخ القيم والفضيلة في نفوس الأبناء والذي يسميه الآن المربيين الأوروبيين مهارات التفكير النقدي. وأكد لوك على أنه يجب على الأهل والمعلمين أن يدرسوا الأطفال كيفية التعلُم والتمتع به. وكما كتب فالمُعَلِم«يجب أن يعلم أن عمله ليس فقط تعليم الطفل كل شئ معلوم، ولكن يجب تنمية بداخله الحب والاحترام للعلم؛ وأن يضعوه في طريق المعرفة الصحيح وتطوير النفس». ولكن لوك أعطى بعض التلميحات على ما يظنه منهج تعليمي قيم. فلقد تأسف على وقت التلاميذ المهدور في تعلُم اللغة اللاتينية، وقد أكد على أن الأطفال يجب أولاً أن يتعلموا كيفية التحدث والكتابة باللغتهم الأصلية بكفاءة. معظم توصيات لوك مبنية على مبدأ المنفعة أة الاستفادة. ولذلك ادعى أنه يجب تعليم الأطفال الرسم لأنه سيكون ذات قيمة لهم في تنقلاتهم خارج البلد (لتسجيل الأماكن اللاتي يزورونها)، ولكن تعلُم الشعر والأغاني مضيعة للوقت. أيضاً لوك كان في مقدمة المؤيدين للثورة علمية ودافع بشدة عن تدريس مواد مثل الجغرافيا، علم الفلك والتشريح. وتؤكد توصيات لو المنهجية على الثورة على فلسفة المدرسية الإنسانية وظهور نوع جديد من التعليم- ليس تعليم يضُم دراسة العلوم فقط ولكنه يحوي أيضاً على تدريبات احترافية عملية. وأوصى لوك الأطفال البنين بتعلم التجارة. وتحدد اقتراحات لوك التعليمية بداية فترة الطبقة البرجوازية التي سادت في إنجلترا لمدة قرنيين متواليين القرن الثامن عشر والتاسع عشر.

## الطبقة
عندما بدأ لوك في كتابة بعض الخطابات التي كونت في النهاية "بعض الأفكار عن التعليم"، وجهه في البداية إلى الطبقة الأرستوقراطية، ثم وجه النص الأخير إلى نطاق أوسع من الجمهور. كمثال، كتب لوك" أنا اعتبر الفضيلة من أهم الهبات التي يملكها أي رجل وخصوصاً لو من الطبقة النبيلة. وقد عقب جيمس أكستيل، الذي أشرف على تعديل النسخة الشاملة التي تحوي على كتابات لوك التعليمية "انه برغم كتابة لوك لهذه الطبقة الصغيرة، هذا لا يستبعد إمكانية أن معظم الأشياء التي قالها عن التعليم وخصوصاً القوانين الأساسية، يمكن تطبيقها على كل الأطفال من شتى الطبقات". وهذا الراي من الآراء المعاصرة، فقد كتب بيير كوست في مقدمة أول نسخة فرنسية عام1695 " من المؤكد أن هذا العمل كُتب خصيصاً لتعليم أبناء الطبقة الأرستوقراطية، ولكن هذا لا يمنع انه يخدم في تعليم كل الأطفال بشتى طبقاتهم".
في حين أنه من الممكن تطبيق نظريات لوك العامة في التعليم على شتى الأطفال، ولكن لوك، بغض النظر عن بعض الجمل التي توحي بالعكس، صدّق أن «بعض الأفكار» يمكن تطبيقها فقط على طبقة الأطفال الغنية والأطفال الذين ينتمون إلى الطبقة الوسطى. كما كتب بيتير جاي «أن لوك لم يكن يؤمن أنه يجب على كل الأطفال التعلُم، أو انه يجب تعليم شتى الأطفال من كل الطبقات على قدم سواء. آمن لوك، حتى تم إصلاح النظام التعليمي، أنه يجب على كل رجل أرستوقراطي إحضار معلم خاص لتعليم طفله في المنزل. وبالنسبة للطبقة الفقيرة، لم يتم ذكرهم في كتاب لوك الصغير على الإطلاق».
انتقل لوك في "مقالة عن قانون الفقراء" إلى تعليم أبناء الطبقة الفقيرة؛ حيث رثى أن "أبناء الفئة العاملة دائماً يثقلون على دائرتم، فهم دائماً في حالة بطالة وعدم عمل، ولذلك عملهم لفائدة المجتمع يضيع حتى بلوغهم سن الثاني عشر أو الرابع عشر" ولذلك حث لوك على قيام "مدارس للعمل" في كل دائرة لأبناء الطبقة الفقيرة فيعتادون على العمل من الصغر". واستكمل لوك استعراض للحالة القتصادية لتلك الدوائر، مؤكداً أنهم لن يكونوا ذات مكسب لدوائرهم ومناطقهم فقط ولكن سيكونوا أطفال يملكون ثقافة جيدة للعمل.

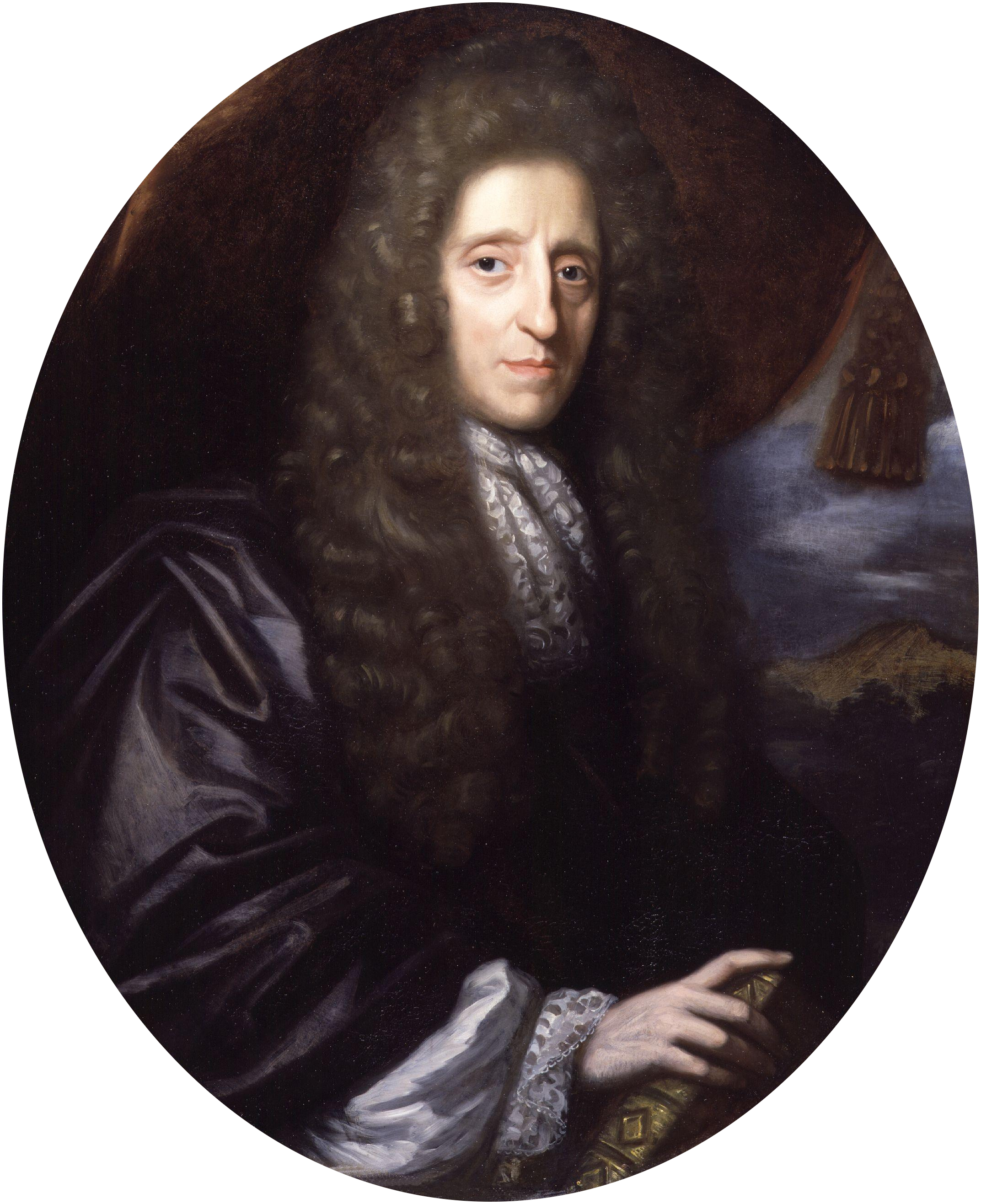
جون لوك

## الجنس
كتب لوك «بعض الأفكار عن التعليم» رداً على سؤال صديقه صامويل كلارك عن كيفية تعليم ابنه. ولذلك هدف المقال الرئيسي، كما صرح لوك في البداية:«طريقة تربية طفل من الطبقة الغنية ابتداءً من صغره». هذا النظام التعليمي«لا يتناسب مع تعليم الفتيات تماماً؛ لأن اختلاف الجنس يتطلب معاملة مختلفة، ولن يكون التمييز أمر صعب». وهذه الفقرة تقترح أن لوك يؤمن أن التعليم في الأساس متشابه للرجل والمرأة- يوجد فقط بعض الأشياء البسيطة والمختلفة بالنسبة للمرأة. وهذا الفهم دُعٍم بخطاب كتبه لوك للسيدة كلارك في عام 1685 يقول فيه:«ولذلك أعلم أنه لا فرق بين عقل الرجل وعقل المرأة... للصدق، الفضيلة والطاعة، لاأعتقد أنه يوجد أي شئ مختلف سيضاف على ما كتبته لتربية الابن». وكتب مارتن سايمون أن لوك«اقترح تضميناً وصراحةً أن تعليم الولد يجب أن يجاريه تعليم بعض الفتيات في الفصول المتميزة للأذكياء». بدلاً من إرسال الفتيان إلى مدارس تتجاهل احتياجاتهم الفردية وتعلمهم القليل من القيم والأخلاق، لذا اقترح لوك انه يجب تعليمهم في البيت مثل الفتيات وأنه«يجب أن يتعلموا بعض الأعمال التي تفيد المنزل والممتلكات». مثل الكاتبة ماري أستيل المدافعة عن حقوق المرأة التي عاصرت لوك، آمن لوك أنه من الممكن تعليم المرأة وتربيتها لتكون عاقلة وذات أخلاق رفيعة.

## قائمة المراجع
- Bantock, G. H. "'The Under-labourer' in Courtly Clothes: Locke." Studies in the History of Educational Theory: Artifice and Nature, 1350–1765. London: George Allen and Unwin, 1980. ISBN 0-04-370092-6
- Brown, Gillian. The Consent of the Governed: The Lockean Legacy in Early American Culture. Cambridge: Harvard University Press, 2001. ISBN 0-674-00298-9
- Brown, Gillian. "Lockean Pediatrics." Annals of Scholarship 14.3/15.1 (2000–1): 11–17
- Chambliss, J. J. "John Locke and Isaac Watts: Understanding as Conduct." Educational Theory as Theory of Conduct: From Aristotle to Dewey. Albany: State University of New York Press, 1987. ISBN 0-88706-463-9
- Chappell, Vere, ed. The Cambridge Companion to Locke. Cambridge: Cambridge University Press, 1994. ISBN 0-521-38772-8
- Cleverley, John and D. C. Phillips. Visions of Childhood: Influential Models from Locke to Spock. New York: Teachers College, 1986. ISBN 0-8077-2800-4
- Ezell, Margaret J. M. "John Locke’s Images of Childhood: Early Eighteenth Century Responses to Some Thoughts Concerning Education." Eighteenth-Century Studies 17.2 (1983–4): 139–55.
- Ferguson, Frances. "Reading Morals: Locke and Rousseau on Education and Inequality." Representations 6 (1984): 66–84
- Gay, Peter. "Locke on the Education of Paupers." Philosophers on Education: Historical Perspectives. Ed. Amélie Oksenberg Rorty. London: Routledge, 1998 ISBN 0-415-19130-0.
- Leites, Edmund. "Locke's Liberal Theory of Parenthood." Ethnicity, Identity, and History. Eds. Joseph B. Maier and Chaim I. Waxman. New Brunswick: Transaction Books, 1983. ISBN 0-87855-461-0
- Locke, John. The Educational Writings of John Locke. Ed. James L. Axtell. Cambridge: Cambridge University Press, 1968. ISBN 0-521-04073-6
- Pickering, Samuel F., Jr. John Locke and Children’s Books in Eighteenth-Century England. Knoxville: The University of Tennessee Press, 1981.ISBN 0-87049-290-X
- Sahakian, William S. and Mabel Lewis. John Locke. Boston: Twayne, 1975.ISBN 0-8057-3539-9
- .Simons, Martin. "What Can't a Man Be More Like a Woman? (A Note on John Locke's Educational Thought)" Educational Theory 40.1 (1990): 135–145
- Tarcov, Nathan. Locke's Education for Liberty. Chicago: University of Chicago Press, 1984.ISBN 0-226-78972-1
- Yolton, John. John Locke and Education. New York: Random House, 1971.ISBN 0-394-31032-2
- Yolton, John. "Locke: Education for Virtue." Philosophers on Education: Historical Perspectives. Ed. Amélie Oksenberg Rorty. London: Routledge, 1998.ISBN 0-415-19130-0